# Pugmil
Pugmil est une municipalité brésilienne située dans l'État du Tocantins.